# Opsaridium loveridgii
 Opsaridium loveridgii es una especie de pez de la familia de los ciprínidos del orden de los cipriniformes.

## Morfología
Los machos pueden llegar a medir 10 cm de longitud total.

## Distribución geográfica
Se encuentran en Tanzania.